# Günter Friedrichs
Günter Friedrichs (* 10. April 1928; † 2012) war ein früher Analytiker der sozialen Folgen der Automation und langjähriger  Leiter der Abteilung Automation beim Vorstand der IG Metall.

## Leben und Wirken
Friedrichs besuchte als Beamtensohn aus Erfurt die Oberschule während des Zweiten Weltkrieges. 1944 wurde er Kanonier an einer Vierlings-Flak, die das Stickstoffwerk Leuna in Sachsen gegen alliierte Bomber verteidigte. Nach seiner Entlassung aus der Gefangenschaft absolvierte er eine Lehre in einem Kasseler Lebensmittelgeschäft. 1952 begann er ein wirtschaftswissenschaftliches Studium an der Universität Frankfurt am Main. Nach dem Abschluss als Diplom-Volkswirt studierte er ein Jahr lang an der Universität von Minnesota. 1957 wurde er in Frankfurt am Main mit einer Arbeit über „Verkaufswerbung, ihre Technik, Psychologie und Ökonomie“ zum Dr. rer. pol. promoviert. Schon seit 1954 war er als Halbtagskraft bei der IG Metall beschäftigt, ehe er 1956 Angestellter der Gewerkschaft wurde.
1957 wurde er auf Betreiben Otto Brenners zum Leiter der Automations-Abteilung ernannt. Diese Abteilung war „lange Zeit die einzige Institution, die sich mit den mutmaßlichen  Folgen der Automation systematisch beschäftigte“. Friedrichs war ein rechter Sozialdemokrat, dessen Zugehörigkeit zu Otto Brenners Mannschaft nicht auf Sympathie für den politischen Kurs der IG Metall, sondern auf seinem Interesse und seiner Kompetenz in Sachen technologischer Fortschritt beruhte. Als Bundesforschungsminister versorgte Hans Matthöfer die Abteilung von Friedrichs mit Aufträgen. 1982 verfasste er für den Club of Rome den Bericht: Auf Gedeih und Verderb – Mikroelektronik und Gesellschaft.
Unter Friedrichs‘ Leitung veranstaltete die IG Metall mehrtägige „Automationskongresse“, die unter internationaler Beteiligung von Wissenschaftlern, Politikern und Praktikern von Rang stattfanden. Beratungs- und Diskussionsgegenstand der drei Kongresse waren die fortschreitende Automatisierung und deren Auswirkungen auf die Arbeitswelt:
1. Internationale Arbeitstagung der IG Metall: 3. bis 5. Juli 1963, Frankfurt am Main: Automation und Beschäftigung in Deutschland und den USA;
2. Internationale Arbeitstagung der IG Metall: 16. bis 19. März 1965, Oberhausen: Automation – Risiko und Chance;
3. Internationale Arbeitstagung der IG Metall: 5. bis 8. März 1968, Oberhausen: Computer und Angestellte.

„Insgesamt stießen die drei Tagungen der IG Metall auf starke Resonanz und trugen aufgrund ihrer ungewöhnlich stark internationalen Ausrichtung zu einem grenzüberschreitenden Ideenaustausch zwischen gewerkschaftlichen und politischen Akteuren bei.“
Die Beiträge (einschließlich seiner eigenen) und Diskussionen wurden von Günter Friederichs in mehrbändigen Publikationen bei der Europäischen Verlagsanstalt herausgegeben.

## Weitere ausgewählte Schriften
- Beeinflussung von Konjunkturverlauf und Beschäftigungshöhe durch den technischen Fortschritt. In: Schmollers Jahrbuch für Gesetzgebung, Verwaltung und Volkswirtschaft. Band 81 (1961), S. 19–38.
- Kann die Automation in den USA für die Bundesrepublik ein Beispiel sein? Zusätzlicher Beitrag in: Walter Buckingham: Automation und Gesellschaft. 3. Aufl. S. Fischer Verlag, Frankfurt am Main 1967, S. 223–270.
- (Hrsg.): Aufgabe Zukunft: Qualität des Lebens. Beiträge zur 4. Internationalen Arbeitstagung der IG Metall, 11. bis 14. April 1972 in Oberhausen. 8 Bände. Europäische Verlagsanstalt, Frankfurt am Main 1972.
- Adam Schaff und Günter Friedrichs: Auf Gedeih und Verderb. Mikroelektronik und Gesellschaft. Bericht an den Club of Rome. Europa-Verlag, Wien 1982.